# Dicranopteris emarginata
Dicranopteris emarginata là một loài dương xỉ trong họ Gleicheniaceae. Loài này được W.J. Rob. mô tả khoa học đầu tiên.